# Bernhard Huhn (Bischof)

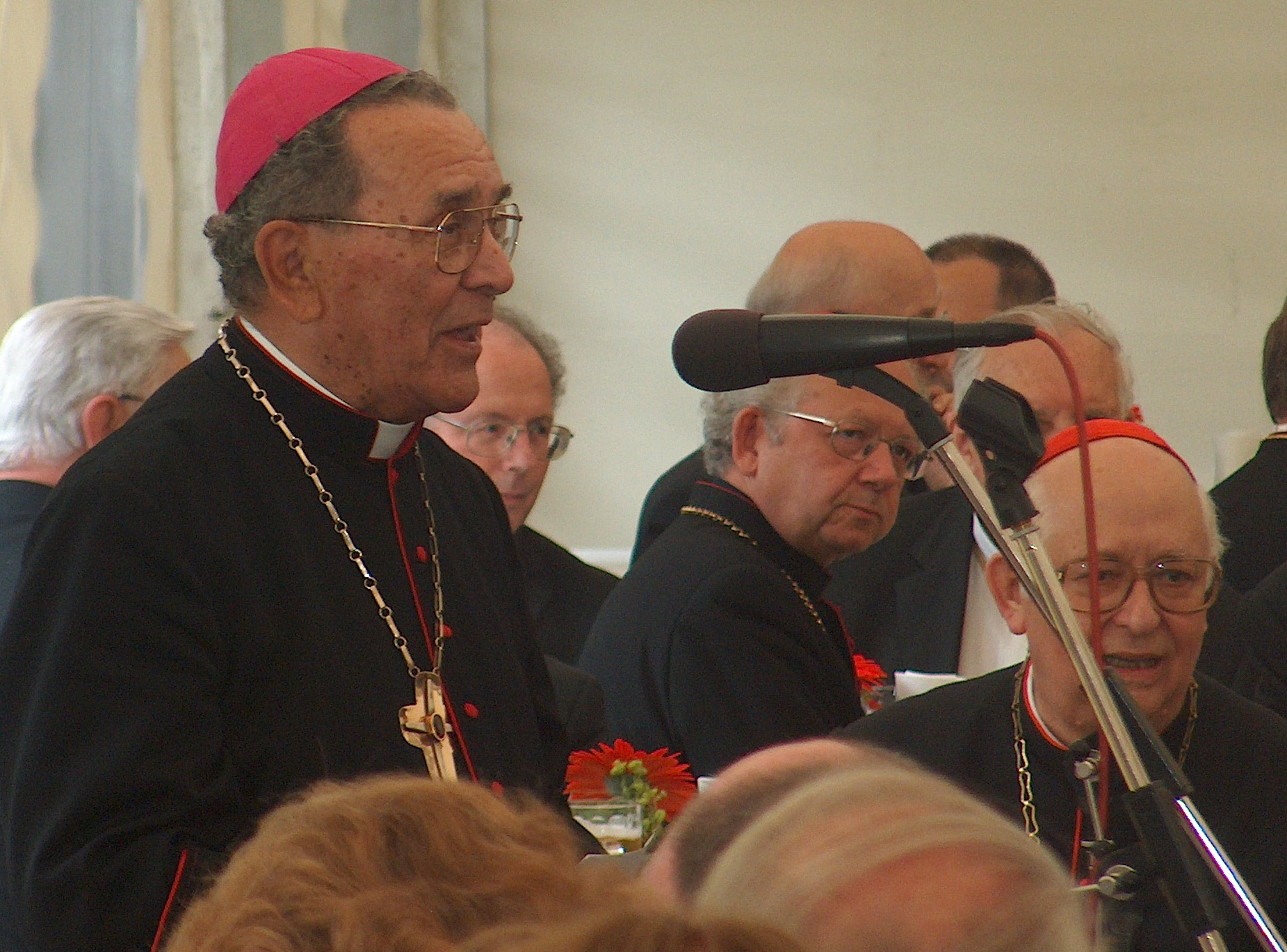
Bernhard Huhn im Juni 2006

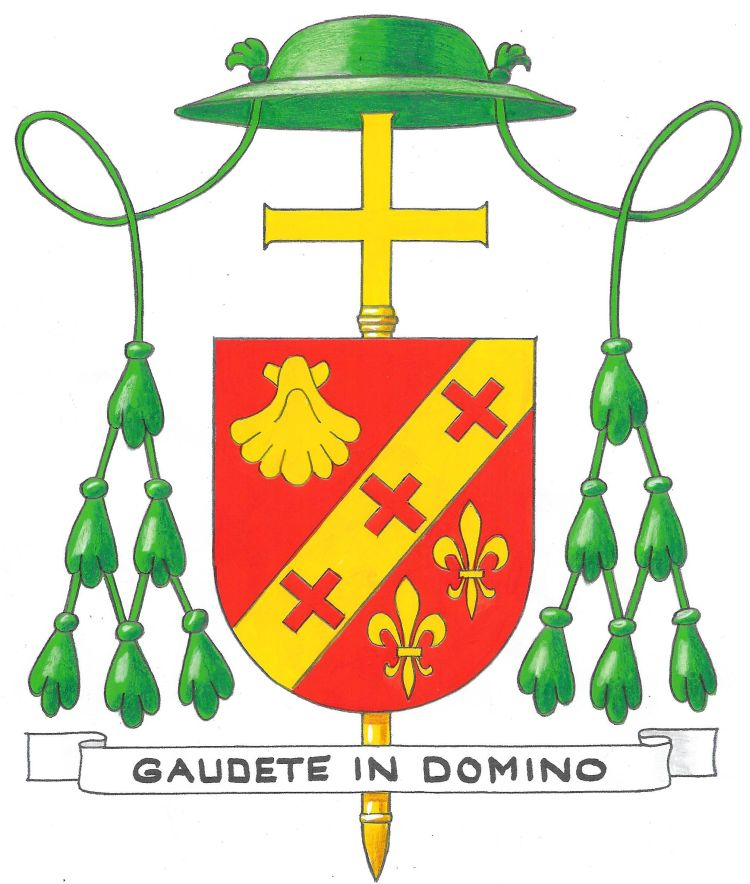
Bischöfliches Wappen

Bernhard Huhn (* 4. August 1921 in Liegnitz; † 14. September 2007 in Görlitz) war Bischof und Apostolischer Administrator von Görlitz.

## Leben

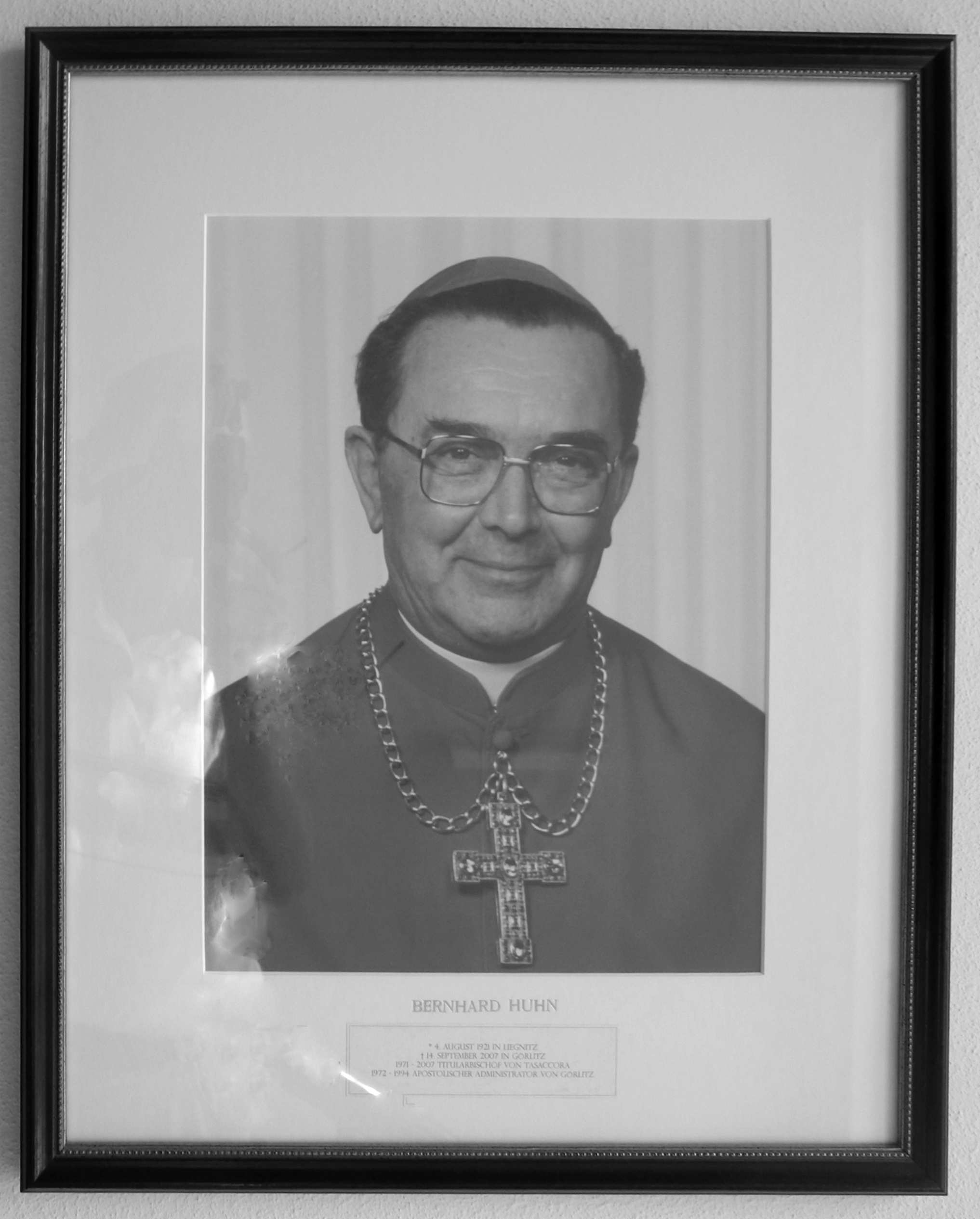
Bischof Bernhard Huhn

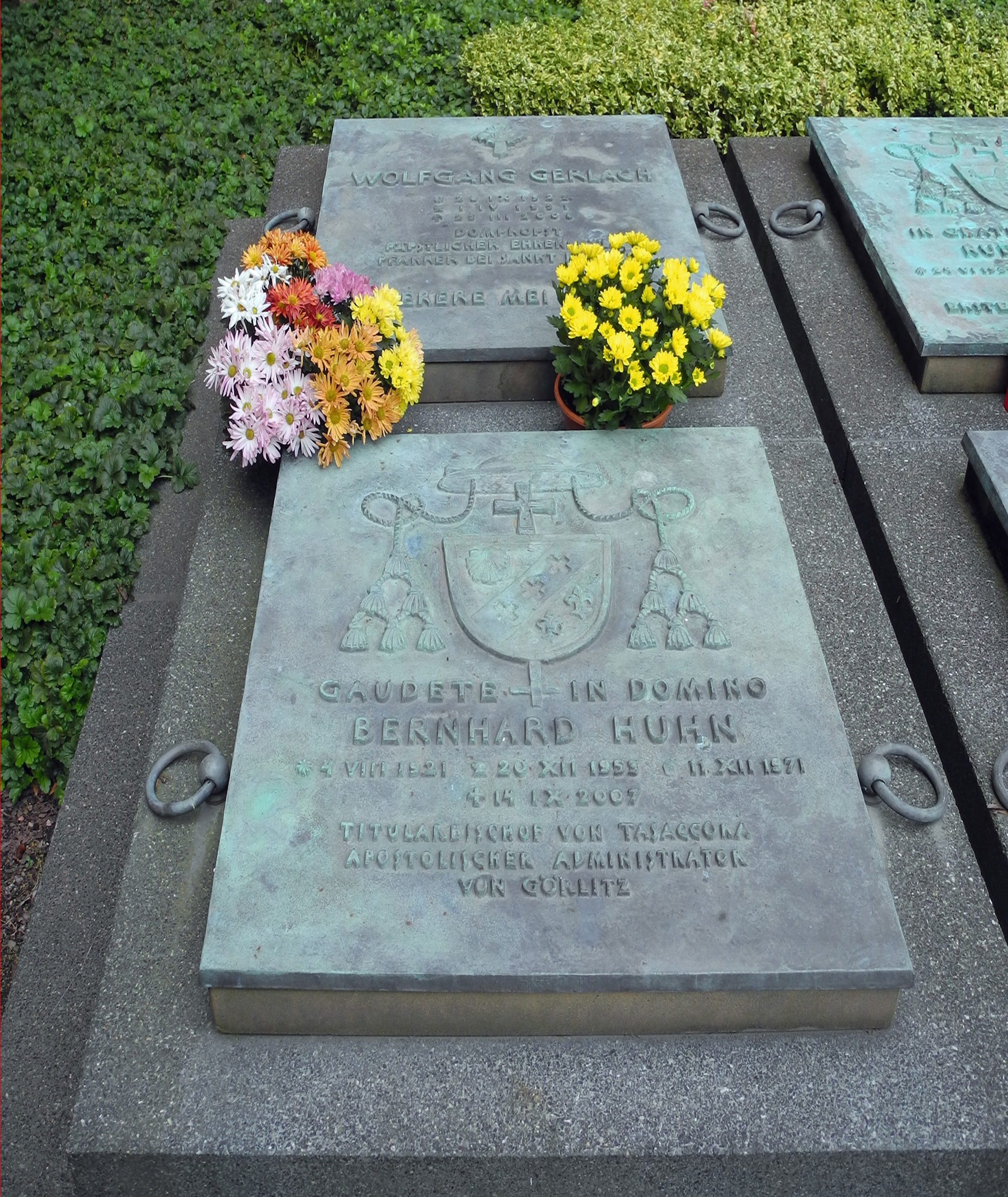
Grabstätte von Bischof Bernhard Huhn

Während des Studiums der Katholischen Theologie wurde Huhn zum Militär eingezogen und kam erst 1949 aus der Kriegsgefangenschaft frei. Er setzte sein Studium fort und empfing am 20. Dezember 1953 in Neuzelle durch Bischof Heinrich Wienken das Sakrament der Priesterweihe. Zunächst für zwei Jahre als Kaplan an St. Jakobus in Görlitz tätig, wurde Huhn bald zum Diözesanjugendseelsorger berufen. 1959 wurde er Rektor des Katechetenseminars Görlitz und 1964 Ordinariatsrat im Erzbischöflichen Amt Görlitz. 1968 wurde er von Kapitelsvikar Gerhard Schaffran als letzter deutscher Geistlicher zum Mitglied des Metropolitankapitels zum Hl. Johannes Breslau ernannt. Nach der Ernennung von Kapitelsvikar Schaffran zum Bischof von Meißen wurde Bernhard Huhn dessen Generalvikar für den Görlitz-Cottbuser Diözesanbezirk.
Papst Paul VI. ernannte ihn am 13. November 1971 zum Titularbischof von Tasaccora und zum Weihbischof in Görlitz. Die Bischofsweihe empfing er am 11. Dezember desselben Jahres durch Gerhard Schaffran. Mitkonsekratoren waren Bischof Heinrich Theissing aus Schwerin und der Berliner Weihbischof Johannes Kleineidam.
Mit der Errichtung der Apostolischen Administratur Görlitz am 28. Juni 1972 wurde Huhn zu deren Apostolischem Administrator ernannt. Diese leitete er bis zu ihrer Erhebung zum Bistum am 3. September 1994. Papst Johannes Paul II. nahm zu diesem Anlass Huhns vorzeitiges Rücktrittsgesuch an, das er dem Papst zwei Jahre vor dem im Codex iuris canonici vorgesehenen Ruhestandsalter angeboten hatte, um dem neu gegründeten Bistum eine längerfristige Bistumsleitung zu ermöglichen.
Über die Region hinaus wurde er vor allem durch seine Bemühungen um eine Versöhnung zwischen Deutschen und Polen bekannt. So förderte der gebürtige Niederschlesier die 1991 erstmals veranstaltete, grenzüberschreitende Fronleichnamsprozession von Katholiken aus Görlitz und der polnischen Nachbarstadt Zgorzelec.
Am 2. September 2007 nahm er noch an der Bistumswallfahrt in Neuzelle teil und erfreute die Teilnehmer mit seinem Geigenspiel, abends brach er zusammen und kam in ein Krankenhaus. Zwölf Tage später, am Fest Kreuzerhöhung, verstarb er in Görlitz. Die Beisetzung erfolgte in der Domherrengruft der Kathedrale St. Jakobus in Görlitz.

## Ehrungen
- 1995 – Schlesierschild
- 1996 – Ehrenbürger der Stadt Görlitz